# Kozinec blanitý
Kozinec blanitý (Astragalus mongholicus, synonymně A. propinquus) je vytrvalá kvetoucí rostlina z čeledi bobovité. Je jednou z 50 základních bylin užívaných v tradiční čínské a mongolské medicíně.

## Rozšíření
Kozinec blanitý je rozšířený v Asii - vyskytuje se v Kazachstánu, od Sibiře po ruský Dálný východ, v Mongolsku a v západní a severní Číně.

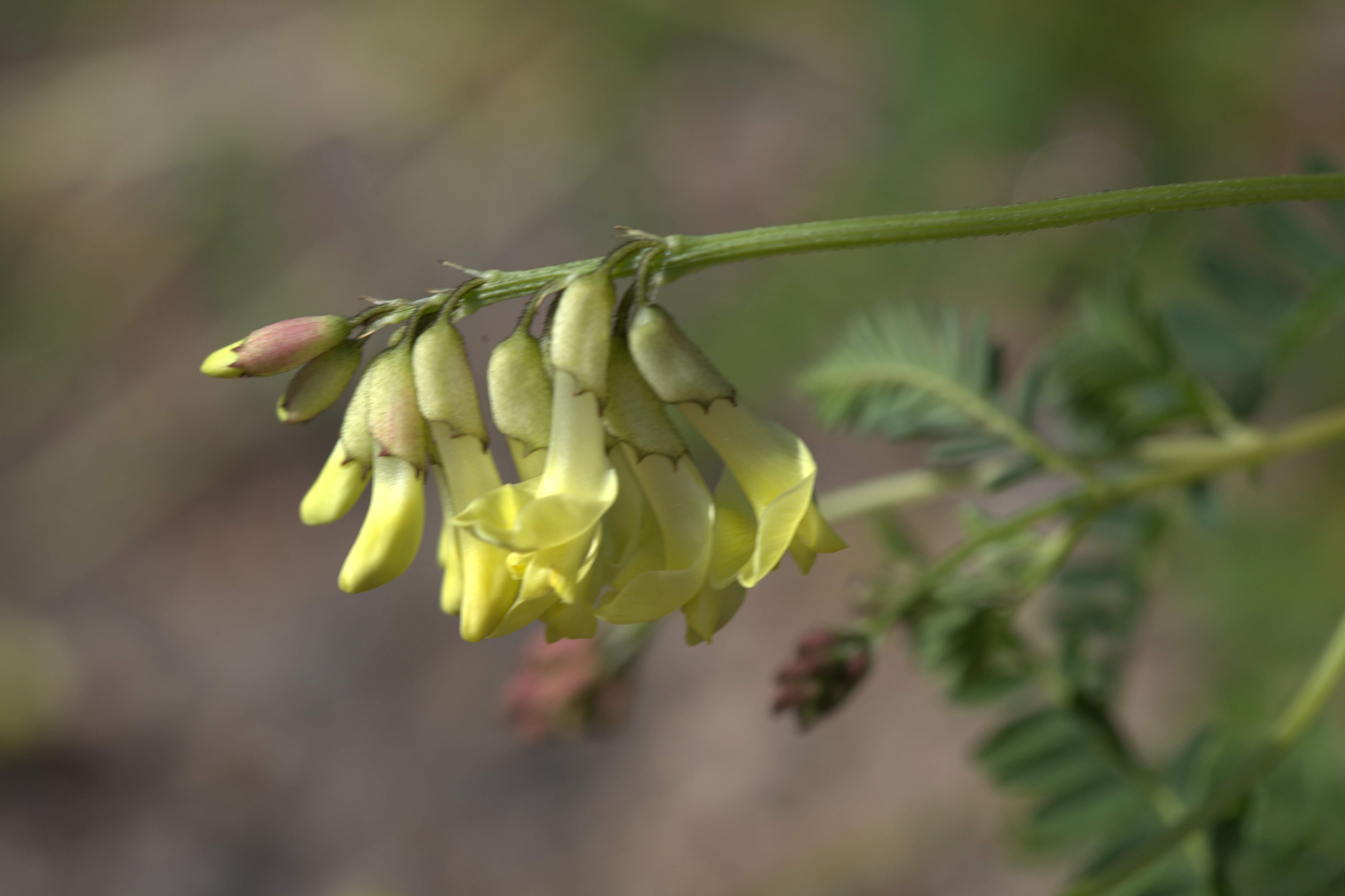

## Bylinkářství
Využívá se v tradiční čínské medicíně.

## Chemické složení
Chemické složky v kořenech zahrnují polysacharidy a triterpenoidy, dále izoflavony a jejich glykosidy a malonáty.

## Toxikologie
Zatímco o několika druzích kozince je známo, že způsobují těžké otravy u hospodářských zvířat v důsledku indolizinových alkaloidů, alifatických nitrosloučenin a nahromaděného selenu, u kozince blanitého žádná z těchto složek nebyla zjištěna.